# Indische Badmintonmeisterschaft 1995/96
Die Indische Badmintonmeisterschaft der Saison 1995/1996 fand Anfang 1996 in Bharuch statt. Es war die 60. Austragung der nationalen Titelkämpfe im Badminton in Indien.

## Finalergebnisse
| Disziplin    | Sieger                           | Finalist                      | Ergebnis          |
| ------------ | -------------------------------- | ----------------------------- | ----------------- |
| Herreneinzel | Dipankar Bhattacharjee           | Pullela Gopichand             | 6-16, 15-3, 15-11 |
| Dameneinzel  | P. V. V. Lakshmi                 | Aparna Popat                  |                   |
| Herrendoppel | Jaseel P. Ismail Vijaydeep Singh | Bhushan Akut Vinod Kumar      |                   |
| Damendoppel  | P. V. V. Lakshmi P. V. Sharada   | Krishna Hazarika Sudha Mishra |                   |
| Mixed        | Vinod Kumar Madhumita Bisht      | Harjeet Singh Sindhu Gulati   |                   |